# 吹田二中事件
吹田二中事件（すいたにちゅうじけん）とは、1972年6月から7月にかけて、部落解放同盟が大阪府吹田市立第二中学校の人事に介入したことで引き起こされた一連の騒動の名称。

## 経緯
1972年4月、解放教育への取り組みを部落解放同盟大阪府連合会光明町支部に誓約して大阪府吹田市立第二中学校に新規採用された女性教諭が解放教育に疑問を感じるに至り、部落解放同盟から離反したことに始まる。部落解放同盟は、信頼関係を損なったとして同教諭ならびにそれを支援する教員たちの解雇を要求して数十名から百数十名に及ぶ支部員らを動員し、同校を約2週間にわたり連日包囲。この間、教諭たちが光明町支部長を含む十数名から集団暴行を受けて拉致されそうになり、同校は授業をおこなうことが不可能な状態となった。
吹田市教育委員会は同教諭を含む5名の教員を年度途中で市内の他校に配転。教諭たちはこの処分に異を唱え、共産党系団体の支援のもと、行政訴訟を起こした。
1976年6月21日、大阪地裁は原告の請求を棄却。光明町支部長らの暴力行為の事実は認めつつ、「部落差別意識は、広く国民感情の中に根強く残って」いるから、部落解放同盟による集団暴行も「一概に非難することは当たらない」という判決であった。
1980年2月、大阪高等裁判所が「光明町支部の法的秩序を破る不当不法な行為にもとづく大混乱」から「市教委及び校長としては、学校教育を守り、生徒及び教師を守る立場から、毅然として解同支部に学校からの退去を求め、厳重に抗議すべきもの」と述べ、「それが聞かれないときは警察力の導入を要請しても対処すべきであった」「市教委のとった態度には非難さるべきものがある」と、転任処分の違法性を認定。
しかし1986年10月、最高裁判所は高裁判決の「市教委のとった態度には非難さるべきものがある」との判断を「首肯できないものではない」と認めつつも、この転任処分を「同一市内で不利益を伴わないから、訴訟提起の法的利益がない」と述べて原告教諭たちの訴えを退け、高裁判決を覆し、教師たちの敗訴に終わった。

ただし上記の判決は民事上の話であって、刑事裁判では最高裁で光明町支部長らの有罪判決が確定している。